# Doble (automòbil de vapor)

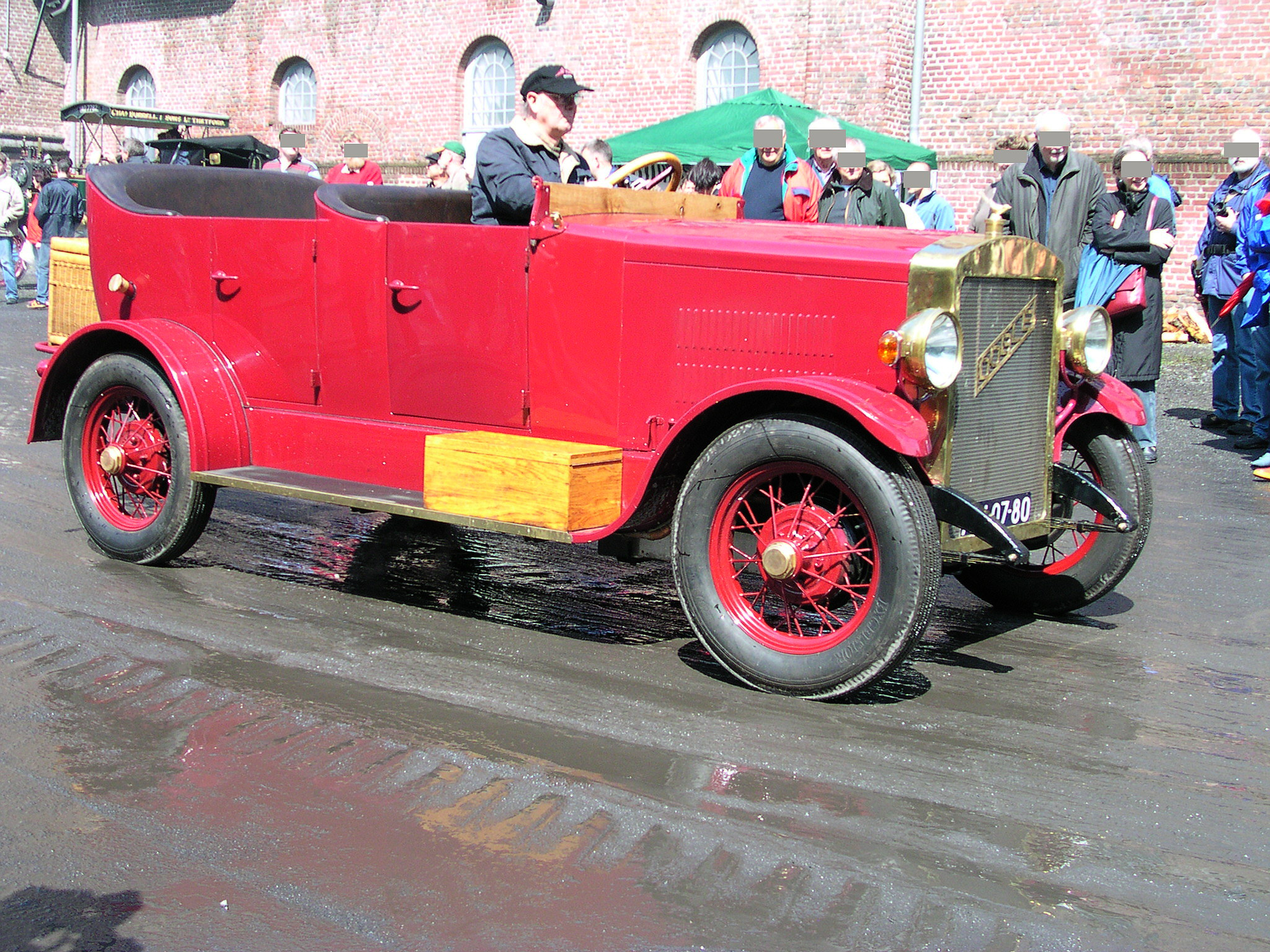
Automòbil de vapor Doble

Els automòbils de vapor Doble foren fabricats pels germans Doble, especialment per Abner Doble. La seva influència en el mercat de l'automòbil fou reduïda. Però el nivell tècnic assolit fou molt important.

## Història
Hi havia quatre germans Doble: Abner, William, John i Warren. El pare, William Doble, havia patentat la turbina Pelton a Califòrnia i guanyat una fortuna. Tots quatre estigueren associats en la fabricació d'automòbils de vapor amb diversos graus d'implicació.
Ajudat pels seus germans, Abner Doble va construir el seu primer cotxe de vapor entre 1906 i 1909, quan encara era estudiant. Varen aprofitar components d'un automòbil White (White Motor Company) de vapor però el motor era de disseny propi. Aquell primer prototipus no anava gaire bé però els animà a construir-ne un parell més en anys següents.
Abner es desplaçà cap a Massachusetts el 1910 amb idea d'estudiar enginyeria al MIT, però va abandonar els estudis al cap d'un semestre per a dedicar-se als automòbils de vapor.
El tercer prototipus, el model B, va permetre que Abner demanés una sèrie de patents basades en les innovacions adoptades en la construcció d'aquest model. Una de les millores més importants fou el muntatge d'un condensador de vapor que permetia limitar les necessitats de reposició d'aigua allargant l'autonomia fins a 2400 km (els automòbils de vapor contemporanis tenien una autonomia d'uns 80 km).
Una altra millora del model B fou la pràctica de barrejar oli a l'aigua del circuit de vapor, fet que va eliminar els problemes de corrosió i calcificació de la caldera.
El model B va atraure l'atenció de les revistes especialitzades. A part d'un temps de posada en marxa molt lent, en comparació amb els cotxes amb motor de combustió interna, el Doble model B mostrava característiques molt notables. Era molt silenciós i accelerava molt més que altres automòbils: De 0-100Km/h en 15 segons. Un Ford T necessitava 40 segons per anar des de zero fins a la seva velocitat màxima de 80 km/h.
El seu motor de vapor no necessitava embragatge ni transmissió. El parell motor era molt gran, com el de motors de vapor similars, i disponible des de motor parat.

## El model Detroit
L'any 1915 Abner Doble va anar des de Massachusetts fins a Detroit al volant del model B en cerca d'inversions. Va aconseguir un capital de 200.000 dòlars i va fundar la General Engineering Company amb seu a Detroit. Tot seguit els germans Doble començaren la construcció del model C (també conegut com a Doble Detroit) amb intenció de perfeccionar el model B.
El Doble Detroit incorporava un sistema d'encesa des del lloc del conductor mitjançant una clau, eliminant la necessitat d'una encesa manual.
John Doble va dissenyar i construir una caldera de tubs d'aigua de vaporització instantània ("flash boiler") dins d'una carcassa rectangular. El cremador consistia en una mena de carburador d'efecte Venturi, amb un ventilador elèctric que provocava un cabal d'aire forçat. El combustible, querosè polvoritzat, s'encenia per efecte d'una bugia. La flama escalfava ràpidament l'aigua d'alimentació present en un conjunt de tubs verticals soldats a col·lectors horitzontals.
Sembla que hi va haver dues calderes en el model C. Una amb el cremador a la part inferior i una altra amb el cremador a la part de dalt.
El cremador funcionava automàticament. A la base de la caldera hi havia una placa metàl·lica amb una sèrie de barres de quars. En pujar la temperatura la placa es dilatava i desplaçava les barres de quars que tancaven el cremador. Si la temperatura baixava, les barres tornaven a la posició inicial engegant el cremador. El model Detroit podia arrencar des de fred en 90 segons. El motor era bicilíndric de flux únic i doble acció i anava muntat horitzontalment sota el terra del vehicle. Disposava de vàlvules de lliscament dobles operades mitjançant el sistema Joy.
El comandament constava de :
- volant
- pedal de fre
- pedal de regulació del temps d'injecció de vapor i reversa
- pedal accelerador

La caldera se situava a la part frontal del cotxe amb el motor connectat a l'eix posterior. La distribució de les masses quedava equilibrada i el centre de gravetat molt baix, factors que contribuïen a l'estabilitat i maniobrabilitat de l'automòbil.
Les millores del model Detroit permetien oferir un automòbil senzill de conduir, amb una gran velocitat i acceleració i un motor molt silenciós. L'únic defecte destacable eren els frens insuficients, defecte compartit amb els automòbils de l'època. Els cotxes de 1920 sovint tenien dos frens de tambor accionats mecànicament en les rodes posteriors. Els tambors del Doble eren molt més grans que els tambors habituals.
El model Detroit no tenia embragatge, transmissió, distribuïdor ni contactes d'encesa. La fiabilitat es basava en part en la manca de peces que ocasionaven avaries als altres automòbils.
Alguns automòbils Doble han funcionat uns quants milers de quilòmetres sense cap reparació important.
El model Detroit va causar sensació a la Fira del Motor de Nova York del 1917. La companyia rebé més de 5000 peticions de compra, amb lliuraments previstos a partir de primers de 1918.
Problemes de fabricació no permeteren satisfer les demandes. Es calcula que només foren fabricades entre 11 i 18 unitats.
Hi havia dificultats de subministrament (per culpa de la Primera Guerra Mundial), dificultats tècniques de fiabilitat en alguns cotxes subministrats i problemes per manca d'acord entre els germans Doble. La cosa va arribar a una demanda de John contra Abner per violació de patent. I Abner va marxar cap a Califòrnia.
Amb la mort de John amb només 28 anys, de resultes d'un càncer limfàtic, els altres tres es reuniren a Emeryville (Califòrnia) fundant la Doble Steam Motors.

## El model D
El model D de 1922 fou completament modificat. Es va substituir el motor de flux únic ("uniflow") per un motor compost ("compound") de dos cilindres, mantenint l'accionament tipus Joy però amb vàlvules al pistó (?). El generador era del tipus monotub amb el cremador a la part superior. Es pretenia un millor aprofitament de la calor fent que els gasos de combustió romanguessin un temps més llarg en contacte amb el tub de l'aigua.
Els gasos d'escapament sortien per la part baixa del generador. El cremador estava orientat de manera a obtenir un flux giratori dels gasos de combustió. Primerament sobre-escalfaven el tub de la part superior (obtenint vapor sobre-escalfat) i anaven baixant per a escalfar l'aigua d'alimentació que entrava per la part inferior.
En els models D2 hom pot observar un volant miniatura, situat enmig del volant de direcció del vehicle, que serveix d'accelerador. En els models D1 encara s'usava un pedal com a accelerador. No és clar quan fou introduït el minivolant accelerador.
Sembla que només es construïren cinc exemplars del model D. Hi ha esment de problemes d'arrencada amb el motor compost.

## El model E

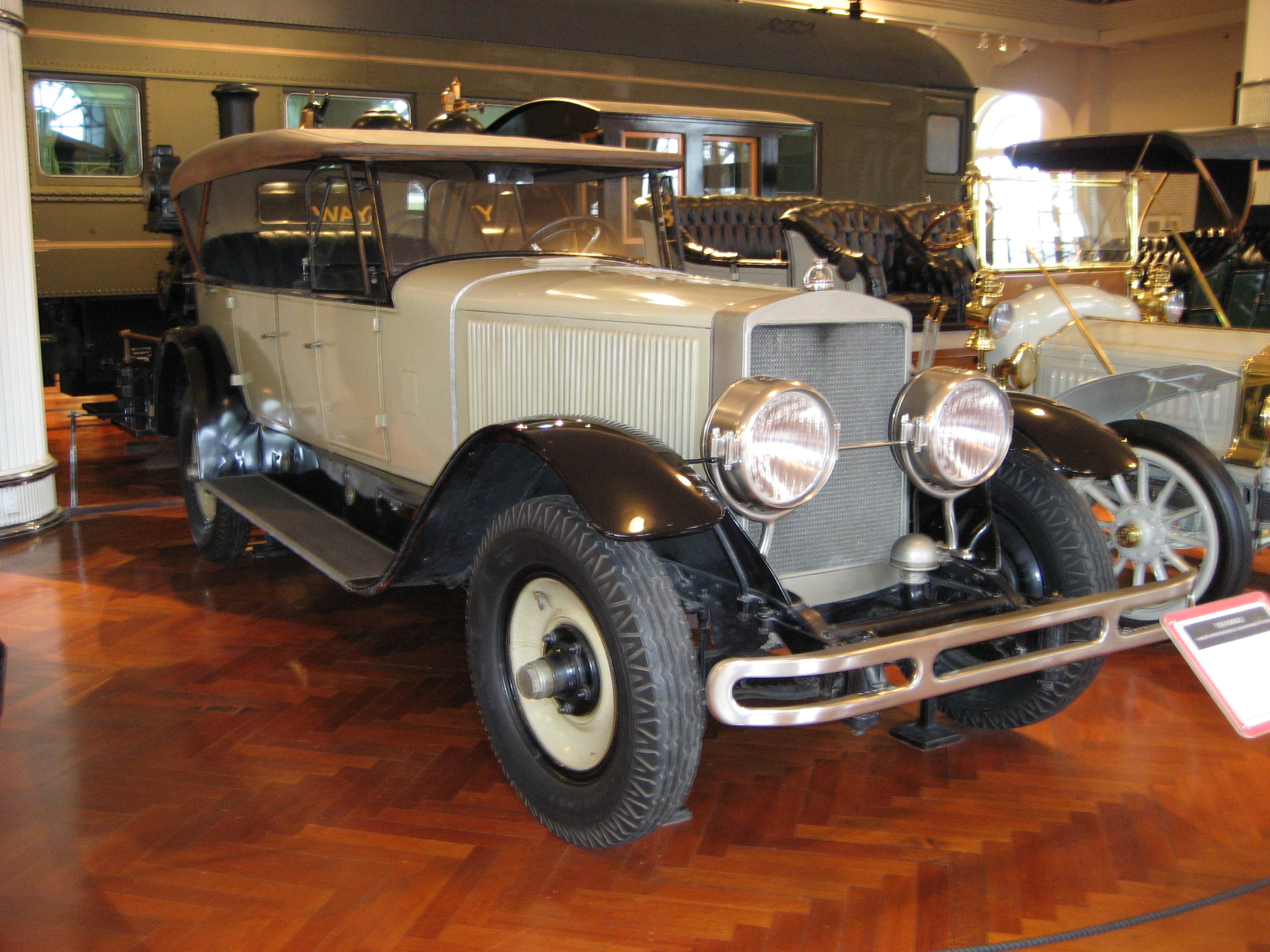
1924 Doble Model E. Henry Ford Museum.

Es pot dir que el model E és el més conegut de totes les variants de l'automòbil Doble, amb el nombre d'unitats supervivents més gran.
El disseny del generador monotub fou perfeccionat amb el tipus anomenat "American". Produïa vapor a uns 52 bar (750 psi) de pressió i una temperatura de 400 C (750 F). El monotub en espiral es conformava a partir de tub sense soldadura extrussionat. Un total de 176 metres de tub s'enrotllaven en una espiral d'uns 559 mm de diàmetre i una alçària d'uns 830 mm. La caldera se sotmetia a una prova hidroestàtica (amb aigua a pressió i en fred) de 483 bar. Els blocs del motor bicilíndric compost es disposaren adossats, tapa contra tapa, com a base per a un motor Woolf de 4 cilindres amb els cilindres d'alta pressió a l'exterior. Una vàlvula de pistó incorporant espiralls de transferència anava enmig del cilindres de baixa i d'alta, en una disposició semblant al sistema Vauclain de motor compost usat en algunes locomotores de voltant del 1900. Una vàlvula corredora de Stephenson va substituir el sistema Joy. Aquest motor fou usat en tots els vehicles posteriors.
El cotxe no necessitava embragatge, ni transmissió, ni eix de transmissió. El motor anava directe a l'eix posterior.
Podia funcionar amb combustibles diversos amb modificacions mínimes i, de resultes d'una combustió a alta temperatura i baixa pressió, la contaminació era molt baixa.

## El model F
El canvi principal del model F fou el disseny de la caldera. Algunes unitats incorporaren una bomba d'alimentació d'aigua accionada a vapor (injector de vapor, en anglès "steam injector").

## Prestacions típiques
- Autonomia: Un Doble Model E de 1924 carregava uns 90 litres d'aigua que calia reomplir cada 2400 km.
- Temps d'arrancada: En uns 30 segons hi havia prou pressió de vapor per a funcionar. Fins i tot en temps molt fred.[6]
- Velocitat: Més de 140 km/h (Alguns Doble de sèrie han arribat als 190 km/h; amb una aerodinàmica poc eficaç)
- Acceleració: Algunes versions lleugeres del model E podien accelerar de 0-121 km/h en 10 segons.
- Combustibles i consum: Els Doble sovint cremaven querosè, però podien funcionar amb altres tipus de combustible. El consum era moderat i comparable al d'automobils convencionals de l'època.
- Soroll: El soroll d'origen mecànic (caldera i motor) era molt reduït. El soroll aerodinàmic predominava a velocitats mitjanes i altes. A 110 km/h el motor girava a 900 rpm sense vibracions apreciables.
- Pes: Uns 2300 kg en ordre de marxa.